# Ficoll

Componenten van Ficoll: polysacharose en epichloorhydrine

Ficoll 400 is een neutrale, wateroplosbare, sterk vertake polysacharide met een hoog molecuulgewicht. Ficoll ontstaat door de polymerisatiereactie van sucrose met epichloorhydrine. Ficolldeeltjes hebben een radius van 2–7 nm. Ficoll is inert en niet schadelijk voor cellen. Het heeft een relatief hoge viscositeit.
Ficoll-bevattend medium, ook wel Ficoll-Hypaque, wordt gebruikt in biochemische laboratoria om bloedcellen (zoals erytrocyten en leukocyten) in bloedmonsters van elkaar te scheiden via gradiëntcentrifugatie. Ook organellen en bacteriële cellen kunnen met behulp van Ficoll worden geïsoleerd. De scheiding gebeurt op basis van dichtheid. Over de Ficoll wordt een laagje bloed gelegd, en na centrifugatie is het bloed verdeeld in zijn componenten: bovenaan een laag plasma, een tussenlaagje bestaande uit mononucleaire cellen (de zogenaamde buffycoat) en onderin een pellet met granulocyten en erytrocyten.